# Quincy (Bleach)
Nell'universo di Bleach i Quincy (滅却師?, Kuinshī) sono un gruppo di umani che hanno sviluppato delle abilità particolari per difendersi dagli attacchi degli Hollow. A differenza degli Shinigami, tuttavia, che purificano gli spiriti corrotti, i Quincy distruggono per sempre le anime una volta sconfitte, generando a lungo andare uno squilibrio tra il mondo dei vivi e dei morti. Per arrestare questa deriva, gli Shinigami attaccarono e distrussero il grosso dei Quincy mille anni prima dell'inizio della storia.
In origine i Quincy furono creati da Yhwach, il loro re, e il suo sangue scorre in ogni Quincy. In base alla loro discendenza, si possono distinguere in sangue puro e sangue misto. Coloro che discendevano da una lunga stirpe di Quincy venivano definiti Echt (エヒト?, Ehito, in tedesco "reale", connotazione giapponese per "purosangue"), mentre tutti gli altri venivano definiti Gemischt (ゲミシュト?, Gemishuto, in tedesco "misto", connotazione giapponese per "mezzosangue"). Al fine di preservare la purezza del sangue, molte famiglie si assicuravano che i matrimoni dei loro figli avvenissero solo tra quelli appartenenti ad altre famiglie pure.
I Quincy sono riconoscibili dal loro abbigliamento bianco, composto spesso da un abito attillato, una tunica o un mantello, e dal loro uso di un arco composto da energia spirituale. Tra le varie tecniche a cui fanno ricorso vi sono l'Hirenkyaku (飛廉脚? lett. "tendina di bambù volante ai piedi"), che permette di muoversi rapidamente nelle lunghe distanze; il Blut (血装?, Burūto, in tedesco "sangue", connotazione giapponese per "tela di sangue"), che consiste nel far scorrere il reishi attraverso i vasi sanguigni per aumentare drasticamente il proprio potenziale offensivo o difensivo, tuttavia, poiché esso agisce su due diversi sistemi circolatori diversi, utilizzarne uno significa non poter contare sull'altro; il Quincy: Vollständig (滅却師完聖体?, Kuinshī Forushutendihhi, connotazione giapponese per "forma sacra perfetta"), che assicura un aumento dei poteri e una forma che ricorda quella di un angelo, con le ali e l'aureola composte da reishi. Gli Stern Ritter possono usare anche lo Sklaverei (聖隷?, Sukuraverai, in tedesco "schiavitù", connotazione giapponese per "schiavo sacro") per sottomettere e assorbire qualunque cosa composta da particelle spirituali e potenziare ulteriormente il loro Vollständig e le loro abilità, cambiando il loro aspetto. Tipico dei Quincy è anche l'utilizzo di una vasta gamma di oggetti come strumenti in battaglia.

## Famiglia Ishida

### Uryū Ishida
Uryū Ishida (石田 雨竜?, Ishida Uryū) è un Quincy, un discendente di una razza di combattenti quasi estinta, storicamente nemica degli Shinigami. Nutre risentimento verso tutti gli Shinigami, incluso Ichigo, ed è uno dei primi antagonisti della serie. Col tempo cambia idea nei confronti di Ichigo e diviene un prezioso alleato e rivale dell'amico. In quanto Quincy, Uryū possiede l'abilità soprannaturale di manipolare le particelle spirituali presenti nell'atmosfera chiamate reishi, le quali possono essere formate in armi di attacco o per attivare incantesimi e altre abilità. È doppiato da Noriaki Sugiyama (ed. giapponese) e da Ruggero Andreozzi (ed. italiana).

### Ryūken Ishida
Ryūken Ishida (石田 竜弦?, Ishida Ryūken) è il figlio di Sōken Ishida e il padre di Uryū Ishida.  Appare come un uomo molto freddo e con poco interesse verso il mondo spirituale, preferendo occuparsi dei vivi piuttosto che dei morti. Ricopre il ruolo di direttore dell'ospedale di Karakura e ha un rapporto di amicizia/rivalità con Isshin Kurosaki molto simile a quello che lega i loro due figli. In passato Ryūken viveva insieme a Kanae Katagiri e a Masaki Kurosaki, di cui era promesso sposo per mantenere la linea pura dei Quincy. Quando Masaki scappa per aiutare Isshin contro un Hollow sperimentale creato da Sōsuke Aizen, Ryūken chiama Katagiri, dicendole di preparare l'armatura di reishi; tuttavia, arrivati alla conclusione del combattimento, Ryūken decide che la loro presenza non è più necessaria. Quando Masaki subisce gli effetti dell'hollowificazione, Kisuke Urahara accetta di aiutare Masaki in cambio dei poteri di Isshin. Dopo che Isshin sposa Masaki, Ryūken sposa a sua volta Katagiri, da cui avranno un figlio, Uryū.
Dopo il ritorno di Uryū dalla Soul Society, Ryūken aiuta il figlio a recuperare i poteri persi in seguito all'utilizzo del Quincy: Letzt Stil, a patto che mai più si assocerà con gli Shinigami. Nonostante questo non si oppone alla scelta di Uryu di partecipare alla missione di Ichigo nell'Hueco Mundo. Ricompare in seguito quando cura suo figlio dalle ferite riportate contro Kugo Ginjo. Durante la battaglia contro il Vandenreich si reca con Ishhin al palazzo del Re Spirito per consegnare al figlio una freccia in grado di ferire Yhwach. È doppiato da Ken Narita e da Andrea La Greca.

### Sōken Ishida
Sōken Ishida (石田 宗弦?, Ishida Sōken) è il mentore di suo figlio Ryūken e del nipote Uryū, da cui era molto ammirato. Durante il suo insegnamento a Uryū delle tecniche Quincy, dimostra un atteggiamento aperto riguardo agli Shinigami, ipotizzando una collaborazione con questi. Sōken venne ucciso da un gruppo di Hollow, poiché le forze Shinigami tardarono a intervenire per ordine di Mayuri Kurotsuchi che in questo modo volle intrappolare l'anima di Sōken per studiarla e per approfondire le sue ricerche. La sua morte è la prima ragione per cui Uryū odia gli Shinigami. È doppiato da Eiji Maruyama e  Oliviero Corbetta.

### Kanae Katagiri
Kanae Katagiri (片桐 叶絵?, Katagiri Kanae) era una Gemischt Quincy, moglie di Ryuken Ishida e madre di Uryū. Venti anni prima dell'inizio della narrazione era la domestica di casa Ishida, molte fedele al giovane padrone Ryūken. A seguito agli eventi che hanno portato all'hollowificazione di Masaki Kurosaki, ha sposato Ryūken e ha avuto un figlio. Lo stesso giorno in cui Masaki perse i poteri e morì uccisa da Grand Fisher, Katagiri si sentì male e collassò per effetto del risveglio del re sigillato Yhwach, che sottrasse i poteri a tutti i Quincy da lui definiti "impuri". Tre mesi dopo, data la sua salute cagionevole, morì per la sottrazione dei poteri. E doppiata da Mamiko Noto (ed. giapponese) e da Stefania Rusconi (ed. italiana).

## Vandenreich
Il Vandenreich (見えざる帝国?, Vandenraihi, connotazione giapponese per "Impero invisibile") è un gruppo di Quincy guidato da Yhwach che, mille anni prima della storia narrata, combatté contro gli Shinigami. Dopo essere stati sconfitti nel Mondo Terreno, senza un luogo dove andare, crearono uno spazio nascosto nelle ombre del Seireitei grazie al grande quantitativo di reishi presente nella Soul Society, chiamato Schatten Bereich (シャッテン・ベライヒ?, Shatten Beraihi, in tedesco "Regno delle ombre"), nel quale fondarono il loro quartier generale, il Silbern (銀架城?, Jirubān). Si nascosero quindi in esso, ricostituendo la loro forza e attendendo il risveglio del loro leader, fino a qualche tempo dopo la sconfitta di Sōsuke Aizen. Nella trama di Bleach, il Vandenreich conquista l'Hueco Mundo, catturando numerosi Arrancar in seguito uccisi o schierati come truppe nel loro esercito, e orchestra due invasioni della Soul Society. Dopo aver assorbito il Re Spirito e aver preso possesso del Palazzo Reale, ridenominato Wahrwelt (真世界城?, Vāruveruto, in tedesco "vero mondo"), il Vandenreich si prepara a mettere in atto il nuovo ordine concepito da Yhwach, che richiede un genocidio di massa.
Quilge Opie è il capitano supervisore della Jagdarmee (狩猟部隊?, Yākutoarumē, in tedesco "Esercito di caccia", connotazione giapponese per "Unità cacciatori"), l'unità incaricata della cattura degli Arrancar. Il nucleo del Vandenreich è composto dagli Stern Ritter (星十字騎士団?, Shuterun Rittā, in tedesco "Cavalieri stella", connotazione giapponese per "Ordine dei cavalieri stella"), i combattenti d'élite. Ogni suo membro è contrassegnato da una Schrift (シュリフト?,  Shurifuto, in tedesco "Scrittura", connotazione giapponese per "Santa lettera"), una lettera con cui Yhwach marchia l'anima di un Quincy, donandogli un'abilità specifica che riflette la natura di quella persona. Quattro Sternritter, selezionati personalmente da Yhwach a formare la sua guardia personale, vanno a comporre la Schutzstaffel (親衛隊?, Shatozusutaferu, in tedesco "Squadrone protettivo", connotazione giapponese per "Guardia imperiale").

### Yhwach

Yhwach sulla copertina del cinquantacinquesimo volume del manga

Yhwach (ユーハバッハ?, Yūhabahha) è l'antagonista principale dell'ultima parte di Bleach, il leader del Vandenreich, progenitore dei Quincy e figlio del Re Spirito. Possiede la Shrift "A", lettera che sta per "The Almighty" (全知全能?, Ji Arumaitī, lett. "L'onnipotente") e l'abilità di prevedere il futuro e di annullare gli effetti di abilità che ha visto o che conosce. Il suo aspetto è quello di uomo di mezza età, con lunghi capelli neri che gli arrivano fino alle spalle, folte basette e baffi vistosi. Il suo abbigliamento abituale è costituito da una divisa militare bianca e un lungo mantello nero fissato da una spilla con il simbolo del Vandenreich. Nato con gravi disabilità, Yhwach possedeva il dono di infondere parte della propria anima in altre persone per guarirle dai loro mali; inoltre ogni qualvolta che quelle persone morivano, egli recuperava i suoi frammenti di anima, guarendo progressivamente e acquisendo le abilità e conoscenze dei deceduti. A causa di questi suoi misteriosi poteri, gli uomini presero a chiamarlo con il nome del proprio dio, YHWH, e Yhwach decise che quello sarebbe stato il suo nome. Mille anni prima dell'inizio della storia Yhwach combatté contro Shigekuni Genryūsai Yamamoto e perse i suoi poteri. Per riottenerli, Yhwach rubò quelli dei Gemischt Quincy, cioè i Quincy dal sangue misto che lui considerava impuri, causando la morte, tra gli altri, delle madri di Uryū Ishida e di Ichigo Kurosaki. Diciassette mesi dopo la sconfitta di Sōsuke Aizen, Yhwach invade la Soul Society, intenzionato a prendere il posto del re delle anime per creare un mondo privo della morte. Dopo aver ucciso Yamamoto privandolo del suo bankai raggiunge il palazzo del re delle anime, eliminando la guardia reale e giungendo al cospetto del re, uccidendolo nonostante l'intervento di Ichigo. Dopo aver assorbito i poteri del re e sconfitto facilmente il protagonista inizia a unire il mondo umano e la Soul Society, ma viene nuovamente fermato da Ichigo che, grazie all'aiuto di Aize, Ishida e Renji Abarai, riesce a sconfiggerlo e ad ucciderlo. Il suo corpo, contenente il potere del re delle anime, viene in seguito utilizzato da Ichibei Hyōsube per stabilizzare nuovamente i mondi. È doppiato da Takayuki Sugo (ed. giapponese) e da Mattia Bressan (ed. italiana).

### Jugram Haschwalth
Jugram Haschwalth (ジュゴラム·ハッシュヴァルト?, Jugoramu Hasshuvaruto) è il Gran Maestro degli Stern Ritter (シュテルンリッター・グランドマスター?, Shuterun Rittā Gurando Masutā), nonché lo Stern Ritter "B", che sta per "The Balance" (世間調和?, Za Baransu, lett.  "L'armonia del mondo"). È un giovane alto, dagli occhi azzurri e i capelli biondi che gli scendono sotto le spalle. I suoi abiti sono una variazione della divisa da Stern Ritter: sono infatti provvisti di cappuccio, mantello e di un soprabito lungo più o meno fin sotto le ginocchia. Mentre tutti gli altri Quincy hanno un altro modo di parlare verso Yhwach, Haschwalth è molto rispettoso verso il capo del Vandenreich per il quale nutre un profondo rispetto e venerazione. Nato con la rara abilità di stimolare la crescita di coloro che gli sono vicini, Haschwalth crebbe con suo zio fino a quando il parente venne ucciso in un incendio provocato da Yhwach. Sebbene si fosse allenato con l'amico d'infanzia Bazz-B per riuscire un giorno a vendicarsi, entrambi entrarono a far parte del Vandenreich, con Haschwalth nominato braccio destro di Yhwach in virtù dei suoi poteri. Il suo potere gli permette di riflettere la sfortuna che subisce sui suoi nemici.
Durante l'invasione della Soul Society, appare al comando degli Stern Ritter; mentre tutti i suoi compagni sono impegnati in svariati combattimenti, Haschwalth uccide qualche Shinigami, per poi tornare da Yhwach per comunicargli la morte di Byakuya Kuchiki. All'arrivo di Ichigo nella Soul Society, Haschwalth spezza il bankai del ragazzo dopo che questi aveva tentato di attaccare Yhwach. Dopo la nomina di Uryū Ishida ad erede di Yhwach, molti Quincy rimangono sconvolti ritenendo Haschwalth il più idoneo, ma egli si dimostra fedele alle decisioni di Sua Maestà, al contrario dell'amico Bazz-B. Prima che i due vengano alle mani, vengono bloccati dall'arrivo dello Stern Ritter "D", Askin Nakk Le Vaar. Quando il Vandenreich fa scomparire il Seireitei nell'ombra, Haschwalth appare nella stanza del comandante generale, davanti a Shunsui Kyōraku e a Nanao Ise, venendo prontamente bloccato dalle barriere erette da quest'ultima. Prima che potesse adottare "dei metodi più violenti", viene richiamato da Yhwach per giustiziare due Stern Ritter sconfitti, BG9 e Cang Du. In seguito accompagna il suo sovrano nell'invasione della dimensione del Re Spirito e si scontra con Bazz-B, che ferisce mortalmente. Grazie al potere "Allmigthy" di Yhwach scopre che Ishida è intenzionato a tradirli e ingaggia uno scontro con lui. Sul punto di vincere, Yhwach usa il suo Auswählen su di lui privandolo dei suoi poteri. Sapendo che il suo destino è segnato, Haschwalth usa il suo potere per trasferire le ferite di Uryu su di sé prima di morire. È doppiato da Yuichiro Umehara (ed. giapponese), Marina Inoue (da bambino; ed. giapponese) e da Maurizio Merluzzo (ed. italiana).

### Pernida Parnkgjas
Pernida Parnkgjas (ペルニダ・パルンカジャス?, Perunida Parunkajasu) è lo Stern Ritter "C", lettera che sta per "The Compulsory" (親衛隊?, Za Konparusorī, lett. "La costrizione"). Indossa un lungo mantello bianco con cappuccio, fissato sul davanti da tre bottoni e con la presenza sul fianco di una croce nera a sei punte. Il suo abbigliamento nasconde totalmente il suo volto, lasciando intravedere solo la luce dei suoi occhi. Il suo vero aspetto è quello di una mano gigante sul cui palmo si trova un occhio con due iridi: il braccio sinistro del Re Spirito. Il potere di Pernida consiste nel manipolare ciò che entra in contatto con i suoi nervi, permettendogli di controllare oggetti inanimati, di comprimere i nemici a distanza e di assorbire i tratti di coloro che sono stati infettati dal suo sistema nervoso. È inoltre capace di moltiplicare le dita perse o generare un altro sé stesso da parti amputate del suo corpo. Come per Gerard, il suo potere è innato e non derivante da Yhwach. 
In qualità di membro della Schutzstaffel, Pernida viene nascosto nell'ombra di Yhwach fino a quando è richiamato per combattere Senjumaru Shutara, sconfiggendo facilmente l'enorme soldato convocato dalla Shinigami, prima di essere ucciso da Ōetsu Nimaiya. In seguito all'attivazione dell'Auswählen da parte di Yhwach, Pernida risorge, attivando il suo Quincy: Vollständig, grazie al quale riesce facilmente a comprimere la Gabbia della vita di Kirio Hikifune, permettendo al leader dei Quincy di raggiungere il vero Palazzo Reale. In seguito affronta prima Kenpachi Zaraki, a cui fa saltare un braccio, e successivamente Mayuri Kurotsuchi, che lo costringe a mostrare il suo vero aspetto dopo aver compreso il suo metodo di attacco e averlo gravemente ferito. Tuttavia neanche il ricorso ad un bankai espressamente modificato per aumentare il suo impatto sul nemico riesce ad avere la meglio sulle abilità evolutive di Pernida, e il Quincy distrugge il braccio sinistro di Mayuri. In seguito uno dei cloni di Pernida divora il corpo di Nemu Kurotsuchi, scesa in campo contro il volere di Mayuri per proteggere il suo creatore; la struttura cellulare di Nemu causa tuttavia un'eccessiva rigenerazione nel corpo di Pernida, portandolo all'autodistruzione. È doppiato da Bin Shimada (ed giapponese).

### Askin Nakk Le Vaar
Askin Nakk Le Vaar  (アスキン・ナックルヴァール?, Asukin Nakku Ru Vāru) è lo Stern Ritter "D", lettera che sta per "The Deathdealing" (致死量?, Za Desudīringu, lett. "La dose letale"). Fa parte della Schutzstaffel e si presenta come un ragazzo dai capelli neri, con un piccolo ciuffo che gli cade davanti al viso e con delle labbra carnose. È un personaggio molto pigro: infatti è l'unico tra tutti i Quincy a non prendere attivamente parte alla guerra contro gli Shinigami. Una delle sue principali caratteristiche però è quella di essere molto cauto e riflessivo. Il suo particolare potere consiste nell'alterare la dose letale di una qualsiasi sostanza presente all'interno del proprio organismo o di quello del suo avversario, così da sopravvivere ad attacchi mortali o causare la morte.
Il suo Quincy: Vollständig prende il nome di Hasshein (神の毒見?, Hasuhain , lett. "Degustatore di veleno divino"), in cui Askin guadagna ali composte da cerchi collegati tra loro (simili a delle sequenze molecolari), una cintura con lo stesso motivo  e una visiera. In questa forma, Askin guadagna immunità a qualunque sostanza, indipendentemente da quanto cambi, e un incremento esponenziale dei suoi poteri, tanto da poter concentrare la dose letale in un solo punto e causare una "morte istantanea" di quella regione del corpo.
Durante la seconda invasione della Soul Society, Nakk Le Vaar compare nell'Istituto di Ricerca e Sviluppo, dove rifiuta di combattere Mayuri Kurotsuchi, poiché consapevole che riuscire ad ucciderlo sarebbe stato piuttosto problematico. Dopo l'invasione del Palazzo Reale, Nakk Le Vaar fa la sua apparizione, come neo-promosso, nella Schutzstaffel di Yhwach. Grazie alle sue capacità, Askin è l'unico membro della sua squadra che riesce a opporsi alla furia omicida di Ōetsu Nimaiya, riuscendo anche a tenergli testa per tutta la durata dello scontro, finché quest'ultimo non viene aiutato da Tenjirō Kirinji mettendo definitivamente fine al combattimento. Poco dopo, però, Nakk Le Vaar si rialza grazie all'Auswählen attuato dal suo sovrano, e, insieme ai suoi compagni del corpo d'élite, riesce a mettere fuori gioco la Guardia Reale in poco tempo. Viene quindi mandato a contrastare l'avanzata del gruppo di Ichigo e ingaggia un combattimento con Grimmjow Jaegerjaques, colpendolo con una sfera di veleno e facendolo collassare al suolo. Dopo aver temporaneamente messo fuori gioco Ichigo, Yasutora Sado e Orihime Inoue, Nakk Le Vaar viene attaccato da Yoruichi Shihōin e da suo fratello Yūshirō, ma riesce in poco tempo a sconfiggere anche loro. Verrà successivamente abbattuto da una strategia combinata da parte di Kisuke Urahara e Grimmjow Jaegerjaques. È doppiato da Shunsuke Takeuchi (ed giapponese) e da Jona Mennite (ed. italiana).

### Bambietta Basterbine
Bambietta Basterbine (バンビエッタ・バスターバイン?, Banbietta Basutābain) è lo Stern Ritter "E", lettera che sta per "The Explode" (爆撃?, Ji Ekusupurōdo, lett. "L'esplosione"). È una ragazzina dai lunghi capelli neri, che indossa la divisa del Vandenreich personalizzata con una cintura a forma di cuore. Brandisce una scimitarra formata da particelle spirituali e il suo potere consiste nel trasformare tutto ciò che viene a contatto con il suo reishi in una bomba. A causa di ciò, i suoi attacchi esplosivi non possono essere bloccati, ma soltanto deviati prima che si verifichi l'esplosione. In modalità Quincy: Vollständig, Bambietta sviluppa delle ali e un'aureola composte da reishi ed è in grado di evocare numerose sfere di reishi in grado di trasformare qualunque cosa tocchino in una bomba, generando così una grande quantità di esplosioni concatenate. Ha un pessimo carattere, molto irascibile, tanto è che è sua abitudine uccidere subordinati per sfogare la rabbia.
Durante l'invasione della Soul Society, ingaggia battaglia con il capitano della Settima Divisione Sajin Komamura, sottraendogli il bankai. Quando il Vandenreich fa scomparire nell'ombra il Seireitei, Bambietta si ritrova ad affrontare Shinji Hirako e Komamura, riuscendo a sconfiggere il primo. Komamura riesce tuttavia a riottenere il proprio bankai, forzando Bambietta a sfoderare il Quincy: Vollständig. Ricorrendo alla Tecnica di Trasformazione Umana e ad una nuova forma del bankai, Komamura sbaraglia la Quincy, lasciandola in fin di vita. Bambietta viene quindi uccisa dalle sue compagne per servire come zombie dello Stern Ritter "Z" Giselle Gewelle e fatta combattere contro Ikkaku Madarame e Yumichika Ayasegawa. Sconfitta dall'Arrancar Charlotte Chuhlhourne, riesumato da Mayuri Kurotsuchi, Bambietta è ridotta a cadavere quando Giselle è costretta a succhiare il suo sangue per curare le proprie ferite. È doppiata da Ayana Taketatsu (ed. giapponese) e da Giulia Maniglio (ed. italiana).

### Äs Nödt
Äs Nödt (エス・ノト?, Esu Noto) è lo Stern Ritter "F", lettera che sta per "The Fear" (恐怖?, Ji Fiā, lett. "La paura"). È un uomo alto, dai lunghi capelli scuri, con il naso e la bocca coperti da una maschera nera dotata di cinque punte, espediente volto a coprire un volto sfigurato privo di labbra, che lascia scoperti denti e gengive. La sua uniforme del Vandenreich è un lungo vestito bianco dotato di numerosi bottoni sul petto e sulle maniche. Nödt ritiene che la paura sia al centro di ogni vita, e che per questo non si possa superare. Durante le battaglie, ha l'abitudine di compiere lunghi e filosofici discorsi sulla natura della paura, spesso muovendo il proprio corpo o storcendo il proprio viso in maniera inquietante. Nonostante sembri non provare paura, in realtà il suo terrore è quello del dolore e della morte, destino che attende chi delude Yhwach.

Äs Nödt sulla copertina del volume 63 di Bleach

Il suo potere consiste nell'instillare negli avversari colpiti dalle sue spine di reishi una paura viscerale e paralizzante. Anche se una volontà forte è in grado di resistere parzialmente alla paura, secondo Nödt questo potere è in grado di far soccombere anche il più esperto dei guerrieri. Attivando il Quincy: Vollständig, Tatar Foras (神の怯え?, Tataru Forasu, lett. "Paura divina"), Nödt sviluppa un'aureola composta da reishi e delle sottili ali simili a dei cerchi di filo spinato attaccati alla schiena. In questa forma, il suo mantello presenta un lungo rattoppo simile ad una cicatrice che lo attraversa verticalmente dai piedi fino al collo, diventando molto aderente sul busto, mettendo in evidenza un fisico scarno e magro, mentre il volto sfigurato di Nödt assume tratti più grotteschi e orrorifici. In questa forma può indurre la paura negli avversari semplicemente guardandoli e facendo penetrare la paura lungo il loro nervo ottico. Per impedire ai propri nemici di evitare il suo sguardo, Nödt può creare una rete di reishi sulla quale spiccano innumerevoli occhi. Aprendo la cucitura sul suo corpo, Nödt può trasformarsi ulteriormente, assorbendo i numerosi occhi creati dalla rete di reishi e crescendo in un essere gigantesco e mostruoso. In questa nuova forma, la sua gabbia toracica è scoperta, mentre tutta la parte inferiore del corpo, dalla vita in giù, diventa una sorta di massa tentacolare. I resti della vecchia forma di Nödt, invece, pendono dal mento di un volto ancora più mostruoso del precedente.
Ricoverato in ospedale e in punto di morte per via di gravi ferite, Äs Nödt ricevette la visita di Yhwach, accettando la sua offerta di un grande potere. Durante l'invasione della Soul Society, sottrae il bankai a Byakuya Kuchiki e glielo ritorce contro, uccidendolo quasi. In seguito, attacca Yamamoto insieme a Bazz-B e NaNaNa Najahkoop, ma è costretto a ritirarsi dopo essere stato quasi incenerito dalle fiamme di Ryūjin Jakka. Quando il Vandenreich fa scomparire il Seireitei nell'ombra, Nödt raggiunge Rukia Kuchiki, di ritorno dal trattamento con la Guardia Reale, ingaggiando con lei un violento scontro. Dopo esser stato quasi ucciso dal vero potere della zanpakutō della ragazza, Nödt decide di attivare il suo Quincy: Vollständig, in modo che ella possa sperimentare la vera paura. Tuttavia, prima che Rukia possa venir uccisa dal suo potere, Nödt viene raggiunto da Byakuya, anch'egli di ritorno dal trattamento con la Divisione Zero. Eccitato all'idea che il capitano sia il suo prossimo avversario, Nödt intraprende una seconda trasformazione, ma viene distrutto in un sol colpo dal recentemente acquisito bankai di Rukia. È doppiato da Yoshitsugu Matsuoka (ed. giapponese) e da Francesco De Marco (ed. italiana).

### Liltotto Lamperd
Liltotto Lamperd (リルトット・ランパード?, Rirutotto Ranpādo) è lo Stern Ritter "G", lettera che sta per "The Glutton" (食いしんぼう?, Za Guratan, lett. "L'ingorda"). È una bambina dagli occhi dorati e dai capelli corti e biondi, con la divisa del Vandenreich personalizzata in una gonna, con guanti, leggins e cappello. La sua bocca si può estendere a dismisura e trasformare in un paio di mostruose fauci dotate di denti seghettati, con le quali riesce ad ingerire praticamente qualsiasi cosa. Quando il Vandenreich fa scomparire il Seireitei nell'ombra, compare insieme a Candice, Meninas e Giselle per dare il colpo di grazia a Kenpachi Zaraki, sfinito dal combattimento contro lo Stern Ritter "V", Gremmy Thoumeaux. Ingaggiato uno scontro con Ichigo, venuto in soccorso di Zaraki, lei e le sue compagne vengono raggiunte da NaNaNa, Bazz-B, Pepe e Accutrone, i quali iniziano a combattere contro i capitani e i vice-capitani giunti sul posto. Durante la battaglia viene colpita da Meninas soggiogata dal potere di PePe, e si vendica mangiando quest'ultimo dopo la sua sconfitta per mano di Kensei Muguruma. Sopravvissuta all'epurazione perpetuata da Yhwach, Liltotto e gli altri Quincy sopravvissuti si alleano con gli Shinigami per sconfiggere Yhwach. Insieme a Giselle attacca quindi l'ex-capo, che però le sconfigge con facilità.
Nell'anime, il suo combattimento con Ichigo viene ampliato, durante il quale Liltotto attiverà il suo Quincy: Vollständig, Gagael (神の飢?, Gagaeru, lett. "Fame divina"), e farà ricorso allo Sklaverei per ottenere ali e bracciali simili a mascelle dentate.
È doppiata da Aoi Yuki (ed. giapponese) e Annalisa Longo (ed. italiana)

### Bazz-B
Bazz-B (バズビー?, Bazubī), il cui vero nome è Bazzard Black (バザード・ブラック?, Bazādo Burakku) , è lo Stern Ritter "H", lettera che sta per "The Heat" (灼熱?, Za Hīto, lett. "Il calore"), in riferimento alle sue capacità di creare e manipolare il fuoco. Con l'abilità Burner Finger è in grado di incanalare le particelle spirituali in raggi di fiamme e di creare violente esplosioni, aumentando la potenza con l'uso progressivo di più dita. A differenza della maggior parte dei Quincy, Bazz-B utilizza come sua arma primaria una balestra al posto del tradizionale arco. È un ragazzo alto, di corporatura media, i cui capelli, acconciati in una vistosa cresta, lo rendono simile ad un punk. Bazz-B è una persona molto emotiva, che tende a scaldarsi facilmente se provocato. Arrogante e agguerrito, sembra non avere timore di nessuno. Il suo Quincy: Vollständig gli conferisce un'aureola e delle ali lunghe e sottili composte da reishi.
Bazz-B è un amico d'infanzia di Haschwalth, a cui si rivolge con l'appellativo "Jugo" (ユーゴー?, Yūgō). Nutrendo del risentimento nei confronti di Yhwach per aver dato fuoco al loro villaggio, Bazz-B e Haschwalth si allenarono duramente per cinque anni con lo scopo di entrare negli Stern Ritter, ottenere la fiducia di Yhwach e reclamare la loro vendetta. Nutre del risentimento nei confronti dell'amico perché, sebbene i suoi poteri fossero più sviluppati, Haschwalth venne scelto come braccio destro di Yhwach e perché l'amico sembra aver rinunciato ai loro propositi di vendetta iniziali.
Durante l'invasione della Soul Society, ferisce gravemente Izuru Kira e in seguito, al fianco di Äs Nödt e di NaNaNa Najahkoop, tenta un attacco contro il comandante generale, uscendone miracolosamente illeso. Quando Yhwach nomina Uryū Ishida suo successore, Bazz-B, non accettando che uno sconosciuto succeda al comando del Vandenreich, apostrofa Haschwalth come un codardo. Prima che i due vengano alle mani, vengono bloccati dall'arrivo dello Stern Ritter "D", Askin Nakk le Vaar. Quando il Vandenreich fa scomparire il Seireitei nell'ombra, Bazz-B sgomina Tōshirō Hitsugaya e Rangiku Matsumoto prima di lasciare il combattimento a Cang Du. Poco dopo, mentre Candice, Liltotto, Meninas e Giselle combattono contro Ichigo, si intromette nella battaglia perforando le sue stesse compagne in modo da tenere per sé Ichigo e combatterlo. All'arrivo degli Shinigami in aiuto a Ichigo, si scontra con Renji Abarai e Rukia, ma i suoi poteri sono sottratti dall'Auswählen di Yhwach, usato per far tornare in vita la Schutzstaffel. Bazz-B e gli Stern Ritter superstiti si alleano quindi con gli Shinigami per vendicarsi del loro ex-capo. Imbattutosi in Haschwalth e sentendosi tradito dal fatto che l'amico conoscesse il reale effetto dell'Auswählen senza opporvisi, Bazz-B attacca il Quincy, ma viene mortalmente ferito e lasciato a dissanguare. È doppiato da Yūki Ono (ed. giapponese), Chiaki Kobayashi (da bambino; ed. giapponese) e da Jacopo Calatroni (ed. italiana).

### Cang Du
Cang Du (蒼都?, Tsan Tu) è lo Stern Ritter "I", lettera che sta per "The Iron" (鋼鉄?, Za Aian, lett. "Il ferro"), in riferimento alla sua abilità di indurire parti del suo corpo, rendendole resistenti come il ferro. È un Quincy dai tratti asiatici, con gli occhi stretti e sottili, e con una piccola cicatrice verticale che gli attraversa un lato della bocca. Cang Du è un individuo calmo e impassibile, che non lascia trapelare alcun sentimento. Durante l'invasione della Soul Society, ingaggia battaglia con Tōshirō Hitsugaya, sottraendogli il bankai e tentando di rivoltarglielo contro, cosa che verrà impedita dall'attivazione del bankai di Yamamoto. Quando il Vandenreich fa scomparire il Seireitei nell'ombra, Cang Du ferma Bazz-B dall'uccidere Hitsugaya, poiché era già stato deciso che ogni Stern Ritter avrebbe dovuto uccidere lo Shinigami a cui aveva rubato il bankai. Con l'aiuto di una pillola creata da Urahara, Hitsugaya si riprende tuttavia il proprio potere, riuscendo a sconfiggere Cang Du imprigionandolo in un feretro di ghiaccio a forma di croce. Liberatosi ricorrendo al Quincy: Vollständig, Cang Du viene inviato insieme a BG9 al palazzo del Vandenreich, in modo che vengano giudicati per loro sconfitta, venendo ucciso da Haschwalth. È doppiato da Ryo Kuratomi (ed. giapponese) e da Alessandro Pili (ed. italiana, prima stagione) e Massimo Santuccio (ed. italiana, seconda stagione).

### Quilge Opie
Quilge Opie (キルゲ オピー?, Kiruge Opī) è lo Stern Ritter "J", lettera che sta per "The Jail" (監獄?, Za Jeiru, lett. "La prigione"), e il capitano supervisore (統括狩猟隊長国?, tōkatsu shuryō taichō) della Jagdarmee, l'unità incaricata della cattura degli Arrancar. Quilge appare come un uomo dai tratti forti con una capigliatura militaresca. Indossa una variante personalizzata della divisa del Vandenreich, con i pantaloni bianchi, stivali neri e un top bianco, stretto da una cintura nera con la fibbia con la stella simbolo del Vandenreich, corredata da un mantello bianco e un cappello bianco dalla visiera nera. Quilge è una persona autoritaria e arrogante, che pretende rispetto sia dai suoi subordinati sia dalle sue vittime. Egli non esita a far uso della forza bruta per far valere la sua autorità, non facendosi scrupoli ad uccidere chiunque mostri segni di resistenza, o osi solo contraddirlo.

Quilge Opie sulla copertina del volume 56 di Bleach

A differenza della maggior parte dei Quincy, che manifestano le loro armi come archi, Quilge adotta in combattimento una sciabola militare composta da particelle spirituali. Con i suoi poteri può riunire le frecce spirituali che scaglia, in modo da intrappolare il suo avversario in una gabbia. Questa vera e propria prigione è incredibilmente resistente, al punto che il Getsuga Tensho di Ichigo non è nemmeno riuscito a scalfirla. Il suo Quincy: Vollständig, Biskiel (神の正義?, Bisukieru, lett. "Giustizia divina") gli fa assumere un aspetto angelico, con un'aureola e ali composte da reishi, e gli conferisce un aumento dei poteri..
Durante una selezione di Arrancar nell'Hueco Mundo, Quilge è attaccato e sconfigge con relativa facilità Loly e Menoly e le Tres Bestias, prima dell'arrivo di Ichigo e compagni. Nel combattimento contro il Sostituto Shinigami, Quilge decide di attivare la sua forma Quincy: Vollständig; tuttavia, prima che possa mostrare il vero potere della sua abilità, viene colto di sorpresa dalla chimera Allon, creata dalle Tres Bestias per attaccarlo. Assorbito Allon tramite la Sklaverei e trasformatosi così in una creatura mostruosa, Quilge utilizza questa nuova forza per tenere occupato Ichigo mentre il Vandenreich invade la Soul Society. Non riuscendo a sottrarre il bankai a Ichigo, Quilge ha difficoltà ad arginare il ragazzo e viene anche ferito alle spalle da Kisuke Urahara. Tuttavia, motivato a sconfiggere i suoi avversari ad ogni costo, ricorre al Ransōtengai per muovere il suo corpo ferito e riesce ad intercettare con le sue frecce Ichigo all'ingresso della Soul Society, ingabbiandolo con una delle sue tecniche. Mentre si accinge a dare il colpo di grazia a Urahara, Inoue e Chad, viene tagliato in due da Grimmjow Jaegerjaques. È doppiato da Kōichi Yamadera (ed. giapponese) e da Andrea Marino (ed. italiana).

### BG9
BG9 (ベー・ゲー・ノイン?, Bē Gē Noin) è lo Stern Ritter "K". È un Quincy con il volto celato da quello che sembra un elmo medievale, che ricopre interamente la sua testa. Il suo corpo presenta numerose appendici robotiche e armi, rafforzando l'idea che possa trattarsi di un cyborg. BG9 è impaziente e spietato; gli piace porre al proprio avversario numerose domande, attaccandolo con brutalità se questi si rifiuta di rispondere. Durante l'invasione della Soul Society, ingaggia battaglia con Soifon, sottraendole il bankai. Nel corso della seconda invasione, BG9 si mette in cerca di Soifon, e prende in ostaggio la sorella minore di Marechiyo Ōmaeda per costringerlo a rivelargli la posizione del capitano. Sebbene messo a terra dallo Shunkō di Soifon, BG9 rimane illeso e comincia con lei un violento scontro. Anche se sembra che il Quincy abbia la meglio, Soifon, grazie ad una pillola creata da Urahara, riesce a riprendersi il bankai, scagliandolo subito contro il Quincy, che viene ferito a morte. Dopo aver attivato il suo Quincy: Vollständig, BG9 viene inviato insieme a Cang Du al palazzo del Vandenreich, in modo che vengano giudicati per loro sconfitta, assistendo impotente alla morte del suo compagno. È doppiato da Hideyuki Tanaka (ed. giapponese) e da Gabriele Donolato (ed. italiana).

### PePe Waccabrada
PePe Waccabrada (ペペ・ワキャブラーダ?, Pepe Wakyaburāda) è lo Stern Ritter "L", lettera che sta per "The Love" (愛?, Za Rabu, lett. "L'amore"). È un uomo corpulento, dalla pelle scura e con una lunga barba biforcuta che avvolge tutta la bocca. È calvo e indossa un paio di occhiali da sole scuri, un paio di scarpe a punta, una canottiera bianca, un lungo mantello con l'emblema Wandenreich sul retro e dei pantaloni, con bretelle nere, dello stesso colore. Di solito si lascia trasportare da una cesta bianca fluttuante. PePe ha una grande fede nel potere e nell'influenza dell'amore, credendo che proprio esso sia il responsabile di tutti i conflitti ed è anche quello che permette di superare tutti gli ostacoli per perseguire i propri obiettivi. Egli crede che il suo corpo sia puro ed è proprio grazie ad esso che tutti lo amano. Tuttavia, PePe non riesce a comprendere che qualcuno non sia in grado di accettare il suo amore e si infuria facilmente, quando questo avviene.
Posizionando le mani a forma di cuore, PePe può lanciare dei proiettili con cui far innamorare i propri bersagli. Chiunque venga colpito da questi cuori si innamora di PePe, diventandone così ossessionato da fare tutto ciò che il Quincy gli chiede, compreso attaccare i suoi stessi compagni. Questa capacità permette a PePe di prendere anche il controllo delle zanpakutō. Disegnando in aria un cuore con le mani, PePe attiva il proprio Quincy: Vollständig: Gudoero (神の性愛?, Gudoero, lett. "Eros divino"). In questo stato il Quincy perde del tutto il suo abbigliamento, fatta eccezione per un mutandone bianco che gli cinge la vita. La barba si divide in quattro sezioni e PePe guadagna un paio di ali con piume tentacolari e fori, a forma di occhio, al centro, così come la tipica aureola. Questa modalità gli conferisce un'altissima resistenza, al punto da incassare numerosi pugni di Kensei, riportando ferite moderate.
Durante la seconda invasione della Soul Society, PePe si mantiene inizialmente in disparte, osservando gli scontri da fuori, prima di scendere personalmente in campo. Usa quindi il suo potere su Shūhei Hisagi, per fargli attaccare Byakuya, e su Meninas, ordinandole di attaccare Liltotto così da prendersi tutto il merito per aver sconfitto gli avversari. Sconfitto Hisagi, Byakuya si scaglia contro il Quincy, ma anche Senbonzakura le viene rivoltata contro dal potere dell'avversario. Prima di poter finire lo Shinigami, PePe viene interrotto dall'arrivo di Kensei Muguruma e Rōjūrō Ōtoribashi, zombificati da Mayuri. Facilmente sconfitto da avversari immuni al suo potere in quanto non sanno cosa sia l'amore, PePe viene lanciato contro un edificio e raggiunto da Liltotto, che lo divora. È doppiato da Ryu Yamaguchi (ed. giapponese) e da Francesco Orlando (ed. italiana).

### Gerard Valkyrie
Gerard Valkyrie (ジェラルド・ヴァルキリー?, Jerarudo Varukirī) è lo Stern Ritter "M", lettera che sta per "The Miracle" (奇跡?, Za Mirakuru, lett. "Il miracolo"). È un uomo muscoloso con capelli chiari e lunghi fino alle spalle. Indossa un elmo alato e un mantello bianco, fissato sul davanti da tre bottoni, con una croce nera a sei punte sul lato. Sotto questo, indossa un mantello scuro attaccato alle spalle, guanti di protezione, pantaloni neri con una cintura a forma di X e parastinchi di forma circolare a livello delle ginocchia. Appare aggressivo e sicuro di sé.
La sua vera identità è quella del cuore del Re Spirito, e infatti il suo potere non deriva da Yhwach ma gli è proprio. Quest'ultimo, a sua detta, gli consente di dare forma ai pensieri, ai sentimenti e ai desideri della gente e di conseguenza di manipolare a suo vantaggio le probabilità che un tale evento accada; pertanto, ogni volta che Gerard si trova di fronte a eventualità quasi impossibili, specialmente durante una battaglia, tale potere gli consente di avere successo indipendentemente dalle sue normali possibilità. Quando si è scontrato con Byakuya, Shinji e Renji, Gerard ha infatti notato che sarebbe stato impossibile per lui vincere in circostanze normali, motivo per cui "The Miracle" ha aumentato la propria Taglia divina (神の尺度?, Kami no saizu) in modo proporzionale al danno subito grazie alla "paura delle genti", rendendolo gigantesco. Altre implicazioni di "The Miracle" permettono a Gerard di rigenerare i danni che subisce (perfino il suo intero corpo, nel caso dovesse essere distrutto) e individuare nemici nascosti (quando ha commentato come sembrava impossibile per lui percepire i suoi avversari nascosti a causa del loro debole Reiatsu, li ha immediatamente individuati).
La sua arma in combattimento è una spada nera a doppio taglio, Hoffnung (希望の剣?, Hōfunungu, in tedesco "speranza", connotazione giapponese per "spada della speranza"), che solitamente rinfodera nello scudo quando non utilizza. A detta di Gerard, Hoffnung rappresenta "la speranza delle genti"; quando essa viene danneggiata in qualsiasi modo, il combattente che l'ha danneggiata subirà di rimando gli stessi danni (che Gerard paragona alla speranza che diventa disperazione).
Il suo Quincy: Vollständig prende il nome di Ashtonig (神の権能?, Ashutonigu, lett. "Autorità divina"). Gerard in questo stato guadagna un elmo che gli copre tutto il viso e un paio di ali angeliche.
In quanto parte della Schutzstaffel, Gerard viene nascosto nell'ombra di Yhwach fino a quando è richiamato per combattere Senjumaru Shutara. Viene sconfitto da Ōetsu Nimaiya, ma riportato in vita in seguito all'attivazione dell'Auswählen da parte di Yhwach. Ricevuto ordine di proteggere la Wahrwelt dagli intrusi, Gerard affronta in gruppo di Shinigami capitanati da Byakuya e Renji. Data la potenza degli shikai dei suoi due avversari, egli diventa un gigante colossale in grado di abbattere con facilita gli Shinigami e i Vizard rimasti, ed in seguito, dopo essere stato distrutto da un attacco combinato di Zaraki, Byakuya e Hitsugaya, si rigenera in una forma ancora più forte. Muore definitivamente quando Yhwach chiama a sé i poteri degli Sternritter, riducendolo ad uno scheletro. È doppiato da Tsuyoshi Koyama (ed. giapponese) e da Andrea Failla (ed. italiana).

### Robert Accutrone
Robert Accutrone (ロバート・アキュトロン?, Robāto Akyutoron) è lo Stern Ritter "N". È un uomo di mezza età con dei folti baffi e degli occhiali sottili. Durante la prima invasione della Soul Society, Robert affronta Shunsui Kyōraku e, ricorrendo al suo Quincy: Vollständig Grimaniel (神の歩み?, Gurimanieru, lett. "Passo divino"), lo ferisce all'occhio con la sua pistola. Durante la seconda invasione del Seireitei, Robert affronta Ichigo insieme ad altri Stern Ritter ma viene facilmente sconfitto da Byakuya. Ripresosi dalle sue ferite e venuto a conoscenza del fatto che Yhwach ha proseguito i suoi piani lasciandoli indietro, Robert si rende conto del senso dietro alle azioni del loro leader e cerca di avvertire Liltotto, prima di essere privato dei poteri e della vita in seguito all'Auswählen di Yhwach. È doppiato da Takaya Hashi (ed. giapponese) e da Oliviero Corbetta (ed. italiana).

### Driscoll Berci
Driscoll Berci (ドリスコール・ベルチ?, Dorisukōru Beruchi) è lo Stern Ritter "O", lettera che sta per "The Overkill" (大量虐殺?, Ji Ōvākiru, lett. "Il massacro"). È un uomo molto grande, alto quasi il doppio di uno Shinigami medio con corti capelli scuri che si estendono in grandi basette e una folta barba. L'arma spirituale di Driscoll si manifesta sotto forma di una coppia di tekko e il suo potere gli permette di aumentare la propria forza solo uccidendo. Accompagna Lüdaas Friegen a dichiarare guerra alla Soul Society, uccidendo con la sua arma di reishi il luogotenente Chōjirō Sasakibe. Durante l'invasione della Soul Society ingaggia battaglia contro Hisagi. Dopo averlo quasi ucciso, viene bloccato dal capitano comandante Yamamoto, contro il quale utilizza Kōkō Gonryōrikyū, il bankai del defunto vice-capitano Sasakibe. Nonostante Driscoll lo colpisca più volte con i fulmini del bankai di Sasakibe, Yamamoto ne esce illeso e, infuriato, uccide il Quincy riducendolo brutalmente in cenere. È doppiato da Nobuaki Kanemitsu (ed. giapponese) e da Oliviero Corbetta (ed. italiana).

### Meninas McAllon
Meninas McAllon (ミニーニャ・マカロン?, Minīnya Makaron) è lo Stern Ritter "P", lettera che sta per "The Power" (力?, Za Pawā, lett. "La potenza"). Meninas è una ragazza alta e molto formosa, con una corporatura snella, dagli occhi rossi e dai capelli rosei con frangetta. Il suo abbigliamento è una variante della tipica uniforme bianca degli Stern Ritter, costituito da una gonna a balze, guanti, stivali, leggings, una cintura con una fibbia a forma di cuore, un grande fiocco rosso con il simbolo bianco del Vandenreich intorno al collo e un berretto bianco, che presenta le insegne del Vandenreich, girato da un lato. Meninas possiede una forza sovrumana, permettendole di sferrare pugni dall'impatto tremendo e di sollevare e lanciare grandi edifici con estrema facilità. Riesce anche ad aumentare drasticamente la dimensione dei muscoli, aumentando notevolmente la potenza dei suoi attacchi.
Compare con Candice, Liltotto e Giselle nella Soul Society, dove si accanisce su Zaraki, sfinito dallo scontro con Gremmy Thoumeaux. In seguito ingaggia battaglia contro Ichigo, venuto in soccorso di Zaraki, dove viene raggiunta da NaNaNa, Bazz-B, PePe e Accutrone, i quali iniziano a combattere contro i capitani e i vice-capitani giunti in soccorso di Ichigo. Durante lo scontro, Meninas cade sotto l'influenza dello Stern Ritter "L", PePe Waccabrada, che la costringe ad attaccare Liltotto, da cui verrà sconfitta.
Nell'anime, il suo combattimento con Ichigo viene ampliato, durante il quale Meninas attiverà il suo Quincy: Vollständig, Pornipora (神の力ポ?, Pōnipora, lett. "Potere divino"), e farà ricorso allo Sklaverei per ottenere grandi ali rosa formate da cuori. Dopo essere stata colpita dall'Auswählen di Yhwach, verrà zombificata da Giselle e portata insieme a Bambietta e Liltotto nel Wahrwelt per affrontare Yhwach.
È doppiata da Reina Ueda (ed. giapponese) e da Emanuela Cardani (ed. italiana).

### Berenice Gabrielli
Berenice Gabrielli (ベレニケ・ガブリエリ?, Berenike Gaburieri) è lo Stern Ritter "Q", lettera che sta per "The Question" (異議?, Za Kuesuchon, lett. "L'obbiezione"). È una donna dai capelli bianchi, acconciati a caschetto, con un ciuffo nero che le cade davanti agli occhi. Pare essere molto logorroica, prefendo parlare piuttosto che combattere. Durante l'invasione della Soul Society, ingaggia battaglia, insieme a Jerome Guizbatt e a Loyd Lloyd, contro Kenpachi Zaraki. Tenterà di spiegargli il suo potere, ma questo, infastidito, le taglierà la gola. È doppiato da Kenn (ed. giapponese) e da Stefano Ferrari (ed. italiana).

### Jerome Guizbatt
Jerome Guizbatt (ジェローム・ギズバット?, Jerōmu Gizubatto) è lo Stern Ritter "R", lettera che sta per "The Roar" (咆哮?, Za Roa, lett. "Il ruggito"). È uno Stern Ritter simile ad una grossa scimmia dalle lunghe zanne, capace di spazzare via l'avversario con il suo potente ruggito. Durante l'invasione della Soul Society, ingaggia battaglia, insieme a Berenice Gabrielli e a Loyd Lloyd, contro Kenpachi Zaraki, che lo taglierà in due. È doppiato da Takahiro Fujiwara (ed. giapponese) e da Alessandro Pili (ed. italiana).

### Mask de Masculine
Mask de Masculine (マスク・ド・マスキュリン?, Masuku Do Masukyurin) è lo Stern Ritter "S", lettera che sta per "The Superstar" (英雄?, Za Sūpāsutā, lett. "L'eroe"). Mask è un uomo grande e muscoloso, alto quasi il doppio di uno Shinigami medio, dall'aspetto simile ad un wrestler messicano: la sua uniforme bianca tipica del Vandenreich è personalizzata con una maschera da luchador, dalla quale spuntano un paio di folti baffi, e da una cintura da lottatore. È accompagnato da James (ジェームズ?, Jēmuzu), un piccolo ometto grasso e paffuto che lo idolatra e lo incita durante le sue battaglie, potenziando con il suo tifo lo stesso Mask. Lo Stern Ritter riesce infatti a convertire in reishi gli incitamenti di almeno un'altra persona, guadagnando in questo modo una notevole quantità di forza e resistenza. Questo potere permette anche di rigenerare i danni subiti, e, dopo avere ricevuto abbastanza incitamenti, Mask è in grado raggiungere una nuova forma, la cui maschera cambia da bianca a nera. Durante questo stadio, può attivare il suo Quincy: Vollständig che gli conferisce un'aureola e un grande mantello di reishi sulla schiena, che gli consente di volare. La sua tecnica principale è il Star Flash (スター・フラッシュ?, Sutā Furasshu), con cui scaglia dalla stella presente sulla sua maschera un raggio di energia, lasciando impresso un segno a forma di stella sul luogo dell'impatto.
Durante la prima invasione della Soul Society, Mask mette fuori combattimento Renji prima che lo Shinigami possa attivare il suo bankai per attaccare il compagno Äs Nödt. Quando il Vandenreich fa scomparire il Seireitei nell'ombra, Mask appare accompagnato da James; dopo aver sconfitto con facilità Yumichika Ayasegawa, Ikkaku Madarame e Shūhei Hisagi, viene raggiunto da Rōjūrō Ōtoribashi e Kensei Muguruma. Quest'ultimo inizialmente riesce a mettere Mask in difficoltà con la potenza del suo bankai, ma gli incitamenti di James danno al Quincy la forza necessaria per continuare a combattere. Mask sconfigge definitivamente Kensei e, dopo essersi rotto da solo i timpani per sfuggire al potere di Kinshara, atterra anche Rose. Viene fermato prima del colpo di grazia da Renji Abarai, di ritorno dal trattamento con la Guardia Reale. Durante lo scontro, Renji si dimostra ben superiore, e Mask, accompagnato da un redivivo James, attiva il suo Quincy: Vollständig, mentre Renji sfodera la sua zanpakutō, riuscendo ad uccidere Mask grazie al potere del suo nuovo bankai. È doppiato da Yasuhiro Mamiya (ed. giapponese) e da Silvio Pandolfi (ed. italiana).

### Candice Catnipp
Candice Catnipp (キャンディス・キャットニップ?, Kyandisu Kyattonippu) è lo Stern Ritter "T", lettera che sta per "The Thunderbolt" (雷霆?, Za Sandāboruto). Candice è una ragazza alta e formosa, dai lunghi capelli verdi. Il suo abbigliamento è costituito dalla tipica giacca a doppio petto, che Candice porta sbottonata e legata al di sotto del seno, lasciando visibile il diaframma, e un paio di pantaloncini corti con una cintura nera su cui è presente una fibbia a forma di cuore su un lato. Indossa anche un berretto bianco, con visiera nera e le insegne del Vandenreich sul fronte, un paio di scarpe alte fino alla caviglia e dei guanti che le ricoprono le braccia. Candice ha un carattere molto irascibile, soprattutto se durante una battaglia il suo aspetto viene rovinato. Candice può creare, controllare, e scagliare fulmini con le proprie mani. Il suo controllo sull'elettricità è tale che la Quincy può schivare gli attacchi trasformando il suo corpo in energia elettrica e muovendosi ad elevate velocità. Dopo il rilascio del Quincy: Vollständig, che è accompagnato da un'esplosione di energia elettrica in tutte le direzioni, Candice guadagna un paio di ali formate da tre fulmini ciascuna e la tipica aureola composta di energia elettrica, mentre un filo scoppiettante di energia gira intorno al suo corpo.
Entra in scena con Meninas, Liltotto e Giselle per dare il colpo di grazia a Kenpachi Zaraki, sfinito dal combattimento contro lo Stern Ritter "V", Gremmy Thoumeaux. All'arrivo di Ichigo in soccorso dello Shinigami, Candice viene scaraventata contro un edificio e si ripromette di uccidere il ragazzo personalmente, attivando il suo Quincy: Vollständig. Tuttavia è ferita dal Getsuga Jūjishō di Ichigo, chiedendo poi a Giselle di rigenerare il proprio arto reciso. Candice viene attaccata da Bazz-B nel momento di riprendere il combattimento con Ichigo e viene infine sconfitta da Byakuya Kuchiki all'arrivo degli Shinigami.
Nell'anime, il suo combattimento con Ichigo viene ampliato, durante il quale Candice attiverà il suo Quincy: Vollständig, Barbarriel (神の雷霆?, Barubarieru, lett. "Tuono divino"), e farà ricorso allo Sklaverei per ottenere grandi ali formate da fulmini. Dopo essere stata colpita dall'Auswählen di Yhwach, verrà zombificata da Giselle insieme a Meninas e portata insieme a Bambietta e Liltotto nel Wahrwelt per affrontare Yhwach.
È doppiata da Yumi Uchiyama (ed giapponese) e Alessandra Karpoff (ed. italiana).

### NaNaNa Najahkoop
NaNaNa Najahkoop (ナナナ・ナジャークープ?, NaNaNa Najākūpu) è lo Stern Ritter "U", lettera che sta per "The Underbelly" (無防備?, Za Andāberī, lett. "L'indifeso"). Dall'aspetto piuttosto bizzarro: i suoi capelli sono raccolti in più punte, formando una specie di corona, in bocca gli manca qualche dente e i suoi occhi sono coperti da una maschera. NaNaNa può analizzare la reiatsu di un obiettivo per un certo periodo di tempo, così da determinare la distribuzione di energia spirituale del suo avversario. Per far ciò, imprime la sua Schrift sul bersaglio e la utilizza per formare una griglia, che il quincy chiama Morphine Pattern; questa gli permette di individuare i punti deboli presenti nella reiatsu dell'obiettivo, aumentando la loro dimensione fino a far esaurire la reiatsu dell'avversario.
Durante la prima invasione della Soul Society affronta Rōjūrō Ōtoribashi e interviene nello scontro tra Yamamoto e Royd Lloyd, salvandosi per un soffio dalle fiamme di Ryūjin Jakka. Nella seconda invasione del Seireitei, tenta di interferire nello scontro tra Ichigo e Candice, ma è facilmente sconfitto da Byakuya Kuchiki all'arrivo degli Shinigami. In seguito a NaNaNa e agli altri Stern Ritter sopravvissuti vengono rubati i poteri dall'Auswählen di Yhwach. NaNaNa si prepara comunque ad affrontare gli Shinigami, ma viene colpito da Bazz-B che ha deciso di collaborare con loro. È doppiato da Tomoaki Maeno (ed. giapponese) e da Francesco Mei (ed. italiana).

### Gremmy Thoumeaux
Gremmy Thoumeaux (グレミィ・トゥミュー?, Guremī Tumyū) è lo Stern Ritter "V", lettera che sta per "The Visionary" (夢想家?, Za Vijonarī, lett. "Il sognatore"). È un ragazzo molto giovane e dai capelli chiari. La sua uniforme bianca tipica del Vandenreich è un impermeabile con cappuccio, che il ragazzo tiene sempre abbassato. Il suo potere consiste nel rendere reale tutto ciò che immagina. A causa di questa abilità, Gremmy è considerato lo Stern Ritter più potente ed è temuto dai suoi stessi alleati. Sebbene questo potere sembri invincibile, se l'attenzione di Gremmy verso il suo bersaglio viene sviata, l'influsso che ha su di esso cessa immediatamente. Inoltre, se non presta abbastanza attenzione, Gremmy potrebbe causare la sua stessa morte semplicemente immaginandola.

Gremmy Thoumeaux sulla copertina del volume 64 di Bleach

Durante la seconda invasione della Soul Society, Gremmy crea un sostituto chiamato Gwenael Lee (グエナエル・リー?, Guenaeru Rī), la cui lettera "V" sta per "The Vanishing Point" (消尽点?, Za Banishingu Pointo, lett. "Il punto di fuga"). L'aspetto di questa creazione di Gremmy è quella di un uomo anziano e rugoso dai capelli cotonati, mentre il suo potere consiste nel rendersi invisibile ed intangibile, scomparendo dalla percezione visiva e mentale dei propri avversari, fino a indurli a dimenticare totalmente la sua esistenza. Gwenael compare nel luogo in cui Isane Kotetsu e Yachiru Kusajishi stavano curando i feriti dello scontro con Mask de Masculine ed affronta Yachiru in un breve scontro. Viene poi raggiunto da Gremmy, il quale, constantando la sua difficoltà nell'uccidere le due Shinigami, lo fa scomparire, rivelando che si trattava di un diversivo per poter uccidere indisturbato Rose e Kensei.
Dopo aver contrastato abilmente gli attacchi di Yachiru frantumando le sue ossa, Gremmy viene raggiunto da Kenpachi Zaraki, contro il quale inizia a combattere. Nonostante ricorra al massimo del suo potere, immaginando un secondo sé stesso così da aumentare il proprio potere e scagliare un intero meteorite contro Kenpachi, Gremmy è messo in difficoltà dalla forza dell'avversario e prova ad aumentare la sua forza fisica per contrastare lo Shinigami. Il suo corpo tuttavia non riesce a sostenere l'aumento di massa muscolare e Gremmy finisce per uccidersi, rivelando infine il suo vero aspetto di cervello sottovuoto, dimostrando che anche il suo corpo era frutto della propria immaginazione. È doppiato da Natsuki Hanae (ed. giapponese) e da Maicol Carlini (ed. italiana).

### Nianzol Weizol
Nianzol Weizol (ニャンゾル・ワイゾル?, Nyanzoru Waizoru) è lo Stern Ritter "W", lettera che sta per "The Wind" (紆余曲折?, Za Waindo, lett. "La distorsione"). È un giovane uomo con capelli neri, lunghi e arruffati e con due lingue. Indossa un cappotto bianco a doppio petto, senza colletto e cammina a piedi scalzi. Nianzol tende ad essere beffardo e impertinente e ha anche l'abitudine di non riuscire a spiegarsi bene. Il potere di Nianzol consiste nel deviare qualunque attacco, impedendo loro di andare a segno. Il Quincy non si limita a deviare solo ciò che può vedere, ma anche tutto ciò che percepisce istintivamente, rendendo anche gli attacchi a sorpresa totalmente inutili. Tramite questa abilità, il Quincy può anche tagliare, letteralmente, gli avversari a metà, solo muovendo un dito verso di loro. Quando Yhwach giunge al Palazzo Reale, Nianzol si nasconde nella sua ombra, utilizzando la sua abilità speciale per deviare tutti gli attacchi diretti a Sua Maestà. Ingaggia quindi uno scontro con Senjumaru Shutara, tagliando a metà alcune delle guardie che la accompagnano, prima di accorgersi che la Shinigami ha nel frattempo ricucito su misura il suo cappotto e morire trafitto da innumerevoli spuntoni che lo passano da parte a parte. È doppiato da Sōichirō Hoshi (ed. giapponese) e da Simone Marzola (ed. italiana).

### Lille Barro
Lille Barro (リジェ・バロ?, Rije Baro) è lo Stern Ritter "X", lettera che sta per "The X-Axis" (万物貫通?, Ji Ikusakushisu, lett. "L'asse X"). Lille si presenta come un giovane uomo dalla pelle scura, con capelli corti e chiari e un segno nero a forma di croce, inscritta in una circonferenza, sull'occhio sinistro, che è costantemente chiuso. Indossa un lungo mantello, al di sotto del quale porta, dei guanti, una canottiera, con spallaccio di pelo sulla spalla destra, pantaloni e scarpe di colore bianchi. Porta anche un bicorno di pelo, dello stesso colore, sulla quale è presente in entrambi i lati un piccolo emblema del Vandenreich. Essendo il primo Quincy ad aver ottenuto i propri poteri da Yhwach, Lille si considera il servitore più fenomenale del suo leader e colui che è più vicino allo status di divinità.
La sua arma da combattimento è un fucile di reishi, Diagramm (ディアグラム?, Diaguramu), che Lille porta sulla schiena, sotto il mantello. La parte principale è coperta da una pelliccia bianca, eccetto per la sezione finale. L'estremità della canna è estremamente lunga e di colore nero, con una sporgenza a forma di croce sulla parte terminale. La parte finale del fucile è composta da due lunghe sporgenze triangolari che lo stabilizzano contro la spalla e il tronco del Quincy. Grazie ad esso, Lille può perforare qualsiasi cosa con estrema precisione, superando qualsiasi ostacolo si interponga tra il fucile e il bersaglio. Aprendo anche il secondo occhio, Lille si rende intangibile per un periodo di tempo limitato, che può estendersi anche a tutta la durata della battaglia se l'occhio viene aperto tre volte di fila durante uno scontro. Il suo Quincy: Vollständig prende il nome di Jilliel (神の裁き?, Jirieru, connotazione giapponese per "Giudizio divino") e gli conferisce una tunica e otto ali, con cui può mantenersi stazionario in volo o teletrasportarsi. In questa forma, Lille è in uno stato di perenne intangibilità e può scagliare colpi multipli dai fori sulle sue ali, forti abbastanza da distruggere intere porzioni di città. Lille può inoltre accedere a una seconda forma potenziata del suo Quincy: Vollständig, in cui il Quincy assume una forma come di centauro, con un lungo collo e dei lineamenti da gufo.
In qualità di membro della Schutzstaffel, Lille viene nascosto nell'ombra di Yhwach fino a quando è richiamato per affrontare la Guardia Reale. Durante lo scontro, il Quincy spara alla testa di Senjumaru Shutara e distrugge completamente i palazzi del Reiōkyu, tuttavia, dopo aver scoperto che si trattava di falsi, viene abbattuto da Ōetsu Nimaiya. Quando Yhwach attiva l'Auswählen, Lille è rianimato insieme al resto della Schutzstaffel e ferisce gravemente Ōetsu con il suo fucile. In seguito riceve l'ordine di uccidere gli intrusi e, dopo aver cercato inutilmente di sparare a Shunsui Kyōraku dalla distanza, ingaggia un violento combattimento con il comandante generale. Messo in difficoltà dalle abilità dello shikai di Kyōraku, Lille ricorre al Quincy: Vollständig, infliggendo profonde ferite allo Shinigami e costringendolo alla fuga per guadagnare tempo. Ricorrendo alla sua seconda trasformazione, il Quincy riesce a resistere anche al bankai di Kyōraku, che è quindi costretto, su richiesta della sua luogotenente, a consegnare a Nanao Ise la sua zanpakutō Shinken Hakkyōken, una spada sacra con l'abilità di contrastare i poteri di un dio. Grazie alla sua arma, Ise respinge al mittente un forte attacco di Lille, facendolo precipitare nel Seiretei e causandogli la perdita dei suoi poteri divini. Qui il Quincy si divide in numerose copie, che vengono attaccate da Izuru Kira. È doppiato da Satoshi Hino (ed. giapponese) e da Daniel Magni (ed. italiana).

### Loyd e Royd Lloyd
Loyd Lloyd ("Lの" ロイド・ロイド?, Eru no Roido Roido) e Royd Lloyd ("Rの" ロイド・ロイド?, Ā no Roido Roido) sono gli Stern Ritter "Y", lettera che sta per "The Yourself" (貴方自身?, Ji Yuaserufu, lett. "Te stesso"), in riferimento alle loro abilità. Sono gemelli monozigoti, fortemente somiglianti nell'aspetto: testa rasata, occhi molto chiari e un terzo occhio sulla fronte. Fin dalla nascita, Loyd e Royd sono sempre stati indistinguibili e, a causa di questa loro somiglianza, entrambi, durante i primi cinque anni di vita, avevano inconsciamente cominciato a copiarsi l'uno con l'altro. Crescendo, scoprirono che non solo erano in grado di imitarsi a vicenda, ma erano anche in grado di replicare l'aspetto di altre persone; Loyd inoltre aveva il potere di riprodurre i poteri degli altri, mentre Royd riusciva a replicarne i ricordi e la personalità.
Durante l'invasione della Soul Society, Loyd ingaggia battaglia, insieme a Berenice Gabrielli e a Jerome Guizbatt, con Kenpachi Zaraki, venendo ucciso, mentre Royd prende le sembianze del capo del Vandenreich, Yhwach. Dopo aver ucciso alcuni Shinigami minori e sconfitto lo stesso Kenpachi, Royd viene in seguito raggiunto da Shigekuni Genryūsai Yamamoto, il quale, credendolo Yhwach, ingaggia con lui un combattimento mortale. Durante lo scontro, il capitano comandante sfodera il suo bankai, con il quale riduce Royd in fin di vita. Ciò che resta del suo corpo viene in seguito ridotto in cenere dal vero Yhwach, soddisfatto del suo compito di indebolire Yamamoto per lui. Royd è doppiato da Yusuke Kobayashi e in Italiano da Alessandro Lussiana

### Giselle Gewelle
Giselle Gewelle (ジゼル・ジュエル?, Jizeru Jueru) è lo Stern Ritter "Z", lettera che sta per "The Zombie" (死者?, Za Zonbi, lett. "La deceduta"). Ha l'aspetto di una ragazza dal fisico magro, la pelle chiara, gli occhi azzurri e lunghi capelli neri legati in cima in due ciocche sottili. Giselle è in realtà di sesso maschile, ma a giudicare dalla sua reazione offesa verso certe battute sarcastiche di Yumichika Ayasegawa, sembra identificarsi come femmina, pur continuando a utilizzare per sé il pronome maschile giapponese boku e pattern linguistici tipicamente maschili. Inizialmente Giselle si mostra energica, allegra e un po' eccentrica e svampita, ma non appena combatte rivela di nascondere una personalità crudele, manipolativa, sarcastica e sadica. Giselle gode nel trasformare gli avversari nei suoi burattini-zombie, i quali utilizza come suoi soldati e guardie del corpo e, in alcuni rari casi, come schiavi sessuali. Giselle, infatti, dimostra un'infatuazione ai limiti dell'ossessione nei confronti di Bambietta Basterbine, verso la quale alterna, senza alcun rimorso, segni di grande affetto ad azioni violente e abusive.

Giselle Gewelle sulla copertina del volume 65 di Bleach

Infettando le vittime con il suo sangue, Giselle le può trasformare in zombie che rispondono a ogni suo comando. Più potente è la vittima più sangue Giselle deve impiegare per controllarle: è per questo che gli zombie più potenti mostrano una carnagione color rosso scuro. La zombificazione non può funzionare su un Quincy, a meno che questi sia già morto, infatti sarà proprio Giselle a dare il colpo di grazia a Bambietta, così da trasformarla in un suo zombie. Giselle è anche in grado di guarire sé stessa e gli altri in modo molto efficiente assorbendo la carne dei morti e riutilizzandola.
Durante la seconda invasione della Soul Society, Giselle uccide Bambietta, dopo che questa era stata sconfitta da Komamura, e la fa diventare il suo zombie personale, che evoca per attaccare Ikkaku e Yumichika. Accortasi che la potenza di Bambietta non è sufficiente a sconfiggere gli Shinigami, invia contro i suoi avversari il suo esercito di zombie, composto da Tōshirō Hitsugaya, Rangiku Matsumoto, Rōjūrō Ōtoribashi e Kensei Muguruma, che viene affrontato da Mayuri Kurotsuchi e dal suo gruppo di redivivi Arrancar. Mayuri riesce a prendere possesso degli zombie della Quincy sostituendo il sangue di questi ultimi con uno di sua invenzione, e fa rivoltare i corpi contro la loro padrona, con Kensei che la trapassa con la sua zanpakutō. Guarendosi grazie al sangue di Bambietta, Giselle perde i suoi poteri in seguito all'Auswählen di Yhwach e, insieme agli altri Quincy sopravvissuti, si allea con gli Shinigami per sconfiggere l'ex-capo. Insieme a Liltotto attacca Yhwach che però le sbaraglia con facilità.
Nell'anime, il suo combattimento con Ichigo viene ampliato, durante il quale Giselle attiverà il suo Quincy: Vollständig, Azhalbiora (神の死?, Azarubiora, lett. "Morte divina"), e farà ricorso allo Sklaverei per ottenere grandi ali scheletriche e una coda di ossa fatte di Reishi. Dopo aver zombificato Candice e Meninas (entrambe colpite dall'Auswählen di Yhwach), andrà con loro insieme a Liltotto nel Wahrwelt per affrontare Yhwach.
È doppiata da Nao Tōyama (ed. giapponese) e Francesca Tretto (ed italiana).

### Shaz Domino
Shaz Domino (シャズ・ドミノ?, Shazu Domino) è un Quincy dai capelli corti e biondi, indossa un paio di occhiali e sulla parte destra del viso presenta delle macchie da leopardi. Porta con sé la classica divisa bianca dei Quincy con una maglietta leopardata, sotto la quale spunta un colletto bianco. Compare alla fine della prima invasione della Soul Society; dopo essere penetrato all'interno dell'Istituto di Ricerca e Sviluppo, elimina gli scienziati che si trovavano dentro. Viene individuato da Ichigo al suo arrivo nella Soul Society attraverso il Garganta e attaccato. Shaz combatte con dei pugnali da lancio neri, dove l'impugnatura non è altro che il tipico pentacolo dei Quincy. È doppiato da Shinya Takahashi (ed. giapponese) e da Francesco Maggioni (ed. italiana).